# Uxo
Uxo (castellà: Ujo) és una parròquia situada al conceyu de Mieres, a la zona centre-sud d'Astúries.
Té dues zones ben diferenciades: el nucli urbà central i Cortina - La Estació (Zona Oest), dividides físicament pel ferrocarril Xixón-Lleó.
Amb una població aproximada de 2200 habitants, destaquen els barris de La Vega, Sant Josep, Santa Olalla, Cortina y La Estació.
Al nucli urbà destaquen l'església de Santolaya o Santa Eulàlia, les portalades de les quals daten del segle xii, declarada pel Reial Ordre del 23 de juliol de 1923 com Monument Artístic-Històric i Bé d'interès Cultural. Destaquen així mateix la tipologia de cases obreres i alts comandaments derivades de l'activitat mineres, restant nombrosos exemples dels segles XIX i XX.
La seva festa local és l'1 de maig, Sant Josep Obrer, a més a més a mitjans de març se celebren les jornades gastronòmiques en Uxo del Pitu Caleya als locals hostalers de la localitat.
Comunicada per l'autovia A-66, les carreteres N-630, MI-1, AS-112, AS-242, Ferrocarrils FEVE y RENFE. Es troba a 5 km de la vila de Mieres, a 21 d'Oviedo i a 38 de Xixón.

## Localitats menors
- Barreo
- El Barrio la Estación
- Casares
- Conforcos
- Cortina
- L'Envaralao
- El Pedriscu
- El Puntarrión
- El Rebullu
- La Reigosa
- El Ribayón
- Sanriella
- El Siirru
- Los Tapios
- La Teyera
- Uriendes
- La Urdiera
- Villar
- Les Viñes
- Vistalegre
- Ricastro